# Альфред Грандідьє
Альфред Грандідьє (фр. Alfred Grandidier) (1873–1957) — французький натураліст і дослідник.

## Біографія
Разом зі своїм братом Ернестом Грандідьє відвідав Південну Америку в 1858 і 1859 роках, зокрема, в Андах, Перу, Чилі, Болівії, Аргентини та Бразилії. Під час цієї подорожі вони зібрали значну колекцію зразків, які Ернест проаналізував 1860 року. Два брати розлучилися після цього. Ернест вирушив до Китаю і зібрав величезну кількість зразків, які зараз в музеях Лувр і Ґіме. Альфред вирушив до Індії, досягши її 1863 року. Потім Грандідьє вирушив до Занзібара, залишаючись деякий час і здобувши важливу колекцію та опублікувавши звіт про свої знахідки. Потім відвідав острів Реюньйон і 1865 року здійснив свій перший візит на Мадагаскар. Він присвятив вивченню острова наступні візити в 1866 і 1868 роках. Він, нарешті, повернувся на постійне проживання в Франції в 1870 році. Під час своїх досліджень він перетнув острів тричі, здолавши 3000 кілометрів в середині острова й 2500 вздовж узбережжя. Він зробив зауваження, які знадобились під час виготовлення карти острова, яку використовували у майбутніх експедиціях.

## Описані таксони
- Mungotictis decemlineata, Coua coquereli, Coua cursor, Dyscophus antongilii, Erymnochelys madagascariensis та ін.